# 波波 (密蘇里州)
波波（英語：Paw Paw）是位於美國密蘇里州沙利文縣的非建制地區。

## 歷史
波波的郵局於1899年設立，其後於1905年停運。

## 地理
波波所處的海拔為高於海平面255米（即837英呎），而該地所採用的時區為UTC-6，即北美中部時區（CST）。同時該地設有夏令時間，為UTC-6調快一小時，即UTC-5（CDT）。